# 吴克騆
吴克騆（？—？），男，中国农业机械专家，曾任中国农业机械学会理事，第三届全国人大代表，第五、六、七届全国政协委员。